# Francisco de Pauliceia Marques de Carvalho
Francisco de Pauliceia Marques de Carvalho (Franca, 7 de setembro de 1826 — Desterro, 1 de agosto de 1885) foi um militar, jornalista e político brasileiro.
Filho de Francisco de Paula Marques e de Maria Joaquina de Jesus. Casou com Maria Cândida de Oliveira e Paiva de Carvalho, irmã de Joaquim Gomes de Oliveira e Paiva.
Foi major ajudante de ordens do comando superior da Guarda Nacional do Desterro (26 de setembro de 1867).
Foi deputado à Assembleia Legislativa Provincial de Santa Catarina na 17ª legislatura (1868 — 1869). Foi também o primeiro diretor da Biblioteca Pública de Santa Catarina.